# Položená
Položená je jednou z technik lovu ryb na udici. Rybáři je často označována jako lov na těžko, což vychází z mnohdy značných hmotností koncových zátěží. Spočívá v umístění přirozené nástrahy na dně, kde je přidržována vlastní vahou nebo dodatečnou zátěží (obvykle olověnou).

## Vybavení
Základní vybavení na položenou se velmi podobá vybavení na plavanou. Na rozdíl od ní se však téměř výhradně používá naviják, který umožňuje nahazovat do značných vzdáleností od břehu (i kolem 100 metrů, především při lovu trofejních kaprů). Pruty na položenou bývají oproti prutům na plavanou silnější a kratší (obvykle 3 - 4 m). Důležitou součástí udice je zátěž, která přidržuje nástrahu na dně. Používají se zejména olověné zátěže různých tvarů, velikostí a hmotností. Pro stojaté vody je to obvykle 10 - 20 g, na silně proudících řekách ovšem není výjimkou ani zátěž o hmotnosti 200 g. Hmotnosti použité zátěže by měl svojí silou odpovídat použitý prut (bývá na něm uvedeno, pro jakou zátěž je vhodný).  

## Indikace záběru
Při lovu na položenou se záběr ryby indikuje mnoha různými způsoby. Asi nejrozšířenější je čihátko (lidově „policajt“), které funguje tak, že „vyjede“ nahoru a ťukne do prutu. V poslední době se také často používají tzv. swingery a indikátory záběru s příposlechem (lidově „pípáky“). Záběr lze také poznat podle pohybu špičky prutu nebo vlasce, pokud je během lovu držen mezi prsty. Dále také bzučením navijáku.

## Druhy lovených ryb v České republice
Na položenou lze, podobně jako na plavanou, lovit cíleně téměř všechny druhy ryb žijících v České republice. Výjimkou jsou pouze druhy žijící výhradně u hladiny a v horní části vodního sloupce, jako např. ouklej. Loví se takto zejména kaprovité ryby na přirozené nástrahy (včetně největších exemplářů kaprů) a také dravé ryby (štika, candát, sumec) na živou nebo mrtvou rybičku.